# Wibatech Merx 7R
A equipa ciclista Wibatech 7R Fuji é uma equipa de ciclismo continental polaca. Criada baixo o nome de Wibatech-LMGK Ziemia Brzeska em 2012, resulta Wibatech-Brzeg em 2013, Wibatech Fuji Żory em 2014 depois toma o seu nome actual a partir da temporada de 2015.

## Principais vitórias
- Visegrad 4 Bicycle Race GP Czech Republic : Marek Rutkiewicz (2016)
- CCC Tour-Grody Piastowskie : Marek Rutkiewicz (2017)
- Bałtyk-Karkonosze Tour : Marek Rutkiewicz (2017)
- Szlakiem Wielkich Jezior : Marek Rutkiewicz (2017)
- Visegrad 4 Bicycle Race GP Poland : Maciej Paterski (2018)
- Volta à Estónia : Grzegorz Stępniak (2018)
- Course de Solidarność e dos campeões olímpicos : Sylwester Janiszewski (2018)
- Puchar Uzdrowisk Karpackich : Maciej Paterski (2018)
- Raiffeisen Grand Prix : Maciej Paterski (2018 e 2019)
- Szlakiem Walk Majora Hubala : Maciej Paterski (2019)

## Classificações UCI
Desde 2012, a equipa participou nos diferentes circuitos continentais e em particular o UCI Europe Tour. O quadro abaixo apresenta as classificações da equipa neste circuito, bem como o seu melhor corredor à classificação individual.
UCI Europe Tour
| Temporada | Classificação por equipas | Melhor corredor na classificação individual |
| --------- | ------------------------- | ------------------------------------------- |
| 2012      | 98.º                      | Andrzej Bartkiewicz (388.º)                 |
| 2013      | 109.º                     | Paweł Franczak (579.º)                      |
| 2014      | -                         | -                                           |
| 2015      | 85.º                      | Dariusz Batek (241.º)                       |
| 2016      | 39.º                      | Marek Rutkiewicz (132.º)                    |
| 2017      | 29                        | Marek Rutkiewicz (97)                       |
| 2018      | 36                        | Maciej Paterski (96)                        |
| 2019      | 31                        | Maciej Paterski (162)                       |

## Wibatech 7R Fuji em 2017[1]

### Elenco
| Ciclista | Data de nascimento | País | Equipa 2016 |
| -------- | ------------------ | ---- | ----------- |

### Vitórias
| Data | Corrida | País | Classe | Vencedor |
| ---- | ------- | ---- | ------ | -------- |

## Estações precedentes
Elenco
Vitórias
Elenco
Vitórias
Elenco
Vitórias
Elenco
| Ciclista                      | Data de nascimento     | País    | Equipa 2014        |  |
| ----------------------------- | ---------------------- | ------- | ------------------ |  |
| Dariusz Batek                 | 27 de abril de 1986    | Polónia |                    |  |
| Słavomir Janiszewski          | 18 de novembro de 1996 | Polónia |                    |  |
| Sylwester Janiszewski         | 24 de janeiro de 1988  | Polónia |                    |  |
| Jacek Morajko                 | 26 de abril de 1981    | Polónia |                    |  |
| Viktor Mrożek                 | 29 de julho de 1993    | Polónia | Wibatech Fuji Żory |  |
| Bartosz Pilis                 | 20 de abril de 1992    | Polónia | Mexller            |  |
| [[Wojciech Skarż<prn>ńesqui]] | 22 de abril de 1989    | Polónia |                    |  |
| Przemyslaw Sobieraj           | 26 de setembro de 1991 | Polónia |                    |  |
| Dennis Wauch                  | 7 de janeiro de 1993   | Áustria |                    |  |
| Tobias Wauch                  | 1 de abril de 1995     | Áustria |                    |  |

Vitórias
| Data    | Corrida   | País    | Classe | Vencedor              |
| ------- | --------- | ------- | ------ | --------------------- |
| 05/2016 | uma etapa | Polónia | 2.2    | Sylwester Janiszewski |

Elenco
| Ciclista              | Data de nascimento     | País    | Equipa 2015           |  |
| --------------------- | ---------------------- | ------- | --------------------- |  |
| Andrzej Bartkiewicz   | 24 de outubro de 1991  | Polónia |                       |  |
| Dariusz Batek         | 27 de abril de 1986    | Polónia | Wibatech Fuji         |  |
| Błtemżej Janiaczyk    | 27 de janeiro de 1983  | Polónia | Kolss BDC             |  |
| Sylwester Janiszewski | 24 de janeiro de 1988  | Polónia | Wibatech Fuji         |  |
| Jacek Morajko         | 26 de abril de 1981    | Polónia | Wibatech Fuji         |  |
| Marek Rutkiewicz      | 8 de maio de 1981      | Polónia | CCC Sprandi Polkowice |  |
| Przemyslaw Sobieraj   | 26 de setembro de 1991 | Polónia | Wibatech Fuji         |  |
| Dennis Wauch          | 7 de janeiro de 1993   | Áustria | Wibatech Fuji         |  |
| Tobias Wauch          | 1 de abril de 1995     | Áustria | Wibatech Fuji         |  |

Vitórias
| Data    | Corrida                               | País    | Classe | Vencedor         |
| ------- | ------------------------------------- | ------- | ------ | ---------------- |
| 05/2016 | grande Prêmio de República Checa      | Chéquia | 1.2    | Marek Rutkiewicz |
| 06/2016 | uma etapa da Volta da Pequena-Polónia | Polónia | 2.2    | Marek Rutkiewicz |
| 06/2016 | uma etapa da Volta da Pequena-Polónia | Polónia | 2.2    | Dariusz Batek    |